# Dyemus basicristatus
Dyemus basicristatus är en skalbaggsart som beskrevs av Stefan von Breuning 1938. Dyemus basicristatus ingår i släktet Dyemus och familjen långhorningar. Inga underarter finns listade i Catalogue of Life.